# كوغا (إيباراكي)
كوغا (باليابانية: 古河市 كوغا-شي) هي مدينة تقع في محافظة إيباراكي، اليابان. تأسست المدينة في 1 أغسطس 1950.

## أعلام
- ماساهيرو تاكاهاشي
- هيرويوكي أومايشي
- كوسوكه سود
- ماسارو كوروتسو
- ساساكي روي

## وصلات خارجية
- موقع بلدية كوغا